# Ентоні Огого
Ентоні Огого  (англ. Anthony Ogogo, 24 листопада 1988) — професійний британський боксер середньої ваги, олімпійський медаліст.

## Аматорська кар'єра
2010 року брав участь в Іграх Співдружності у складі збірної Англії і завоював срібну медаль, програвши у фіналі Імону О'Кейн (Північна Ірландія).
На чемпіонаті світу 2011 переміг двох суперників, а в 1/8 фіналу програв Есківа Фалькао Флорентіно (Бразилія).

### Виступи на Олімпіаді 2012
- У першому раунді змагань переміг Хуніора Кастільо (Домініканська Республіка) — 13-6
- У другому раунді змагань переміг Євгена Хитрова (Україна) — 18(+)-18
- У чвертьфіналі переміг Стефана Гартеля (Німеччина) — 15-10
- У півфіналі програв Есківа Фалькао Флорентіно (Бразилія) — 9-16

| Олімпіада   | Дисципліна        | Місце |
| ----------- | ----------------- | ----- |
| Лондон 2012 | середня категорія | =3    |

## Професіональна кар'єра
Дебютував 27 квітня 2013 року.
22 жовтня 2016 року в бою за вакантний титул інтернаціонального чемпіона WBC у середній вазі програв технічним нокаутом британцю Крейгу Каннінгему.